# Vanadijeva skupina
V 5. ali vanadijevo skupino periodnega sistema elementov spadajo elementi vanadij (V), niobij (Nb), tantal (Ta) in dubnij (Db), katerega so ga prvič sintetizirali leta 1967.
Elementi imajo podobne elektronske konfiguracije, predvsem na zunanji elektronski ovojnici, ki jim dajejo podobne lastnosti. Vsi elementi so kovine, ki imajo v spojinah oksidacijska stanja +5 in +3.
| Z   | Element | Št. elektronov/orbitala |
| --- | ------- | ----------------------- |
| 23  | Vanadij | 2, 8, 11, 2             |
| 41  | Niobij  | 2, 8, 18, 12, 1         |
| 73  | Tantal  | 2, 8, 18, 32, 11, 2     |
| 105 | Dubnij  | 2, 8, 18, 32, 32, 11, 2 |

Niobij kljub podobni konfiguraciji ne sledi splošnim trendom. Dubnij v naravi ni obstojen in se lahko proizvede samo sintetsko.

## Zgodovina
Odkritje prvih treh elementov vanadijeve skupine na začetku 18. stoletja so zaradi njihove podobnosti povzročila veliko negotovosti in zmede. Leta 1801 je A.M. del Rio trdil, da je v svinčevi rudi iz Mehike odkril do takrat nepoznan element z vrstnim številom 23 in ga zaradi rdeče barve njegovih soli imenoval eritronij. Štiri leta kasneje so njegovo odkritje zaradi (netočne) trditve francoskega kemika H.V. Collett-Desotilsa, da gre za svinčev kromat, na žalost ovrgli. Element je šele leta 1830 ponovno odkril N.G. Sefström v vzorcu železa, po poreklu iz Švedske. Element je zaradi bogate palete barv njegovih soli imenoval vanadij po skandinavski boginje lepote Vanadis (Freya).
Leta 1801 se je začela tudi zgodovina tantala, ko je C. Hatchett preučeval nek mineral iz Kolumbije. Iz minerala so izolirali oksid do takrat nepoznanega elementa, katerega je imenoval kolumbij. Medtem je na Švedskem A.G. Ekeberg preučeval neke minerale iz Finske in objavil, da je odkril nov element in ga imenoval tantal, s čimer je namigoval na (Tantalove) muke, ki jih je imel pri raztapljanju njegovih mineralov v kislinah. Kemiki so bili dolgo časa prepričani, da sta tantal in kulumbij isti element, dokler ni leta 1844 H. Rose dokazal, da gre za različna elementa. Kolumbij so po Tantalovi hčerki Niobi preimenovali v niobij. IUPAC je leta 1950 zanj predpisal ime niobij, v ZDA pa se kljub temu včasih uporablja tudi staro ime kolumbij.

## Fizikalne lastnosti
Nekatere fizikalne lastnosti elementov 5. skupine so prikazane v naslednji preglednici:
| Ime            | Vanadij                               | Niobij           | Tantal           | Dubnij |
| -------------- | ------------------------------------- | ---------------- | ---------------- | ------ |
| Tališče        | 2183 K (1910 °C)                      | 2750 K (2477 °C) | 3290 K (3017 °C) | ?      |
| Vrelišče       | 3680 K (3407 °C)                      | 5017 K (4744 °C) | 5731 K (5458 °C) | ?      |
| Gostota        | 6,11 g·cm−3                           | 8,57 g·cm−3      | 16,65 g·cm−3     | ?      |
| Videz          | jekleno siv kovinski z modrim sijajem | siv kovinski     | siv kovinski     | ?      |
| Atomski polmer | 135 pm                                | 145 pm           | 145 pm           | ?      |

## Nahajališča
Razširjenost kovin vanadijeve skupine v zemeljski skorji pada od vanadija preko niobija do tantala. Predpostavlja se, de je vanadija približno 0,0136% skupne mase zemeljske skorje, kar ga uvršča na 19. mesto med cirkonij (0,0162%) in klor (0,0126%). Med prehodnimi kovinami se uvršča na 5. mesto za železom, titanom, manganom in cirkonijem. Poznanih je več kot 60 vanadijevih mineralov, vendar so njihova nahajališča tako siromašna, da se večina vanadija proizvede kot stranski proizvod pri pridobivanju drugih kovin.
Vsebnost niobija in tantala v zemeljski skorji je 0,002% oziroma 0,0001%, tako da se niobij lahko primerja z dušikom (0,0019%) in litijem (0,0018%), medtem ko se lahko tantal primerja z arzenom (0,00018%) in germanijem (0,00015%). Noibij in tantal se pogosto nahajata skupaj v mineralu kolumbitu (Fe,Mn)M2O6 (M = Nb, Ta), ki je bil vse do leta 1950 glavni vir obeh elementov. Po letu 1950 so v Braziliji odkrili bogata nahajališča piroklora, ki vsebuje skoraj 2,5% niobija kot (NaCaNb2O6F).
Največji proizvajalec niobija je trenutno Brazilija, največji proizvajalci tantala pa so Avstralija, Kanada in države jugovzhodne Azije.

### Biološka nahajališča
Od elementov iz 5. skupine je v kemiji živih organizmov pomemben samo vanadij. Vezan je v nekaterih encimih višje razvitih organizmov in sodeluje v biokemiji nekaterih morskih plaščarjev.